# (1660) Wood
(1660) Wood – planetoida z grupy pasa głównego asteroid okrążająca Słońce w ciągu 3 lat i 257 dni w średniej odległości 2,39 au. Została odkryta 7 kwietnia 1953 roku w Union Observatory w Johannesburgu przez Jacobusa Bruwera. Nazwa planetoidy pochodzi od Harry'ego Wooda, astronoma z RPA, odkrywcy 12 asteroid. Przed nadaniem nazwy planetoida nosiła oznaczenie tymczasowe (1660) 1953 GA.